# ずっとすきして たくさんすきして
『ずっとすきして たくさんすきして』は2013年6月28日にonomatope*より発売された18禁恋愛アドベンチャーゲームである。2013年12月20日にはダウンロード版も発売された。

## 解説
本作は2008年にC:Drive.より発売された『どこでもすきしていつでもすきして』の姉妹作である。
バカップルをテーマにした作品であり、5人のヒロインの中から1人を選んで告白し、見事告白が成就すれば2人はバカップルとなる。
作品のコンセプトは「世の中のカップルが経験する恋愛のすべてを、彼女と一緒に経験すること」である。恋人同士ならではの「はじめての経験」を重ねていき、愛を育んでいく。
共通ルートが短いことも特徴である。これはゲーム序盤でどのヒロインに告白するかを選択し、選択後はすぐに個別ルートに突入するためである。個別ルートに重きを置くことで、恋人になるまでの過程よりも、恋人になってからの体験を重視している。
本編では「ガールズトークシステム」が搭載されている。これは恋人となったヒロインが、他のヒロインに対して惚気話を聞かせる演出である。これにより、女子会の雰囲気を味わい、恋人との体験を少女の視点から楽しむことができる。

## ストーリー
（出典：）
主人公・甲斐中 刻人は彼女いない歴と年齢が見事に一致する学生である。自分の虚しい青春を危惧した彼は、片思い中の少女へ告白することを決める。告白に見事成功し、刻人には恋人ができる。しかし、2人とも異性と付き合うのは初めてであった。あらゆる「初めての出来事」に戸惑いながらも、2人で乗り越えていく。

## 登場人物
甲斐中 刻人（かいなか ときと）
本作の主人公。ごく平凡な学生で、特技などはない。今まで自分から積極的に動いたことはなかったが、一念発起して少女へ告白し、恋人を得る。
甲斐中 永遠（かいなか とわ）
声 - 桜川未央
刻人の妹。濃いオタクだが、活発な性格のため友人が多い。スポーツが得意である。様々なジャンルのゲームを好んでおり、アダルトゲームもプレイする。兄を溺愛しており、他の男にまったく興味がない。
右高 香春（うだか こはる）
声 - 雪村とあ
刻人の幼なじみ。家事が得意であり、良妻賢母な少女である。刻人とは長く過ごしてきたために、お互いに知り尽くした間柄である。しかし、家族のように感じるほど親しくなったため、互いに異性であることを意識することは少ない。
上条 来夏（かみじょう らいか）
声 - きのみ聖
刻人の同級生で悪友。実家はゲームショップを営んでいるが、自身はゲームに思い入れはない。刻人と永遠は幼いころ、来夏の家で遊んでいた。刻人を密かに慕っているが、友人である香春に遠慮して、その想いを打ち明けずにいる。
蓬左 秋奈（ほうさ せりな）
声 - 夏野こおり
刻人の同級生。図書委員会に所属しており、毎日のように学園の図書館にいる。大人しく、気配り上手な性格である。刻人とはあまり話をしたことがなかったが、彼が図書館に通い詰めたことで2人は仲良くなる。
真下 冬眞（ました とうま）
声 - 新堂真弓
永遠の同級生で、彼女の親友。刻人と同じ飲食店で働いている。実はお嬢様だが、父親の教育方針で自分で使うお金を自分で稼いでいる。男性を苦手としているが、刻人とは気軽に話をすることができる。

## 楽曲
（出典：）
- OP 『kiss me kiss to you』

作詞 - 新堂真弓 / 作編曲 - 景家淳 / 歌 - 桜川美央・きのみ聖・新堂真弓・雪村とあ・夏野こおり
- 永遠ED 『まだ知らないキミ』

作詞 - 引田香織 / 作曲 - ハーモンド / 編曲 - 嘉多山信 / 歌 - 夏野虹花
- 香春ED 『あなたとの景色』

作詞 - 宮沢ゆあな / 作編曲 - MASAMU / 歌 雪村とあ
- 来夏ED 『日常コンフリクト』

作詞 - 築山さえ / 作編曲 - ZUME(UnRapport) / 歌 - 築山さえ
- 秋奈ED 『同じ空の下』

作詞 - 保科めぐみ / 作編曲 - 篠原瑞希 / 歌 - 保科めぐみ
- 冬眞ED 『タカラモノ』

作詞 - 新堂真弓 / 作編曲 - 景家淳 / 歌 - 新堂真弓